# Sorbona
Sorbona (francosko La Sorbonne) je ime povezano z zgodovinsko univerzo v Parizu, glavnem mestu Francije. Izmed trinajstih univerzitetnih ustanov, ki se lahko štejejo kot naslednice zgodovinske pariške univerze imajo oznako Sorbonne v imenu tri: Univerza v Parizu I: Panthéon-Sorbonne, Univerza v Parizu III: Sorbonne Nouvelle, in Univerza v Parizu IV: Paris-Sorbonne.
Ime izvira iz naziva kolegija Collège de Sorbonne, ki ga je leta 1257 ustanovil Robert de Sorbon, in je bil ena izmed prvih pomembnih ustanov srednjeveške univerze v Parizu, sicer so bile nekatere šole ustanovljene že v poznem 12. stoletju. Ime Sorbonna je v mnogih stoletjih označevalo različne izobraževalne ustanove, med drugim tudi pariško fakulteto za teologijo in celotno pariško univerzo.